# Ubiguitous Absence of Remission
Ubiguitous Absence of Remission er det finske metalband Inearthed, bedre kendt som Children of Bodoms, anden demoudgivelse.
Den blev mikset af Anssi Kippo, som også har mikset de fleste af Children of Bodoms senere album.
Ordet "ubiguitous" eksisterer ikke – det er sandsynligt at der skulle have stået "ubiquitous" på coveret.
Demoen blev kun spillet af Alexi Laiho og Jaska Raatikainen, da Samuli Miettinen skulle flytte til USA, og Alexander Kuoppala først kom med i bandet efter indspilningerne var overstået – alligevel står Kuoppala nævnt som rytmeguitarist og Miettinen som bassist på omslaget.

## Spor
Al musik af Alexi Laiho. Alle tekster af Samuli Miettinen.
Side A
1. Intro – 1:43
2. Translucent Image (feat. Nina Keitel) – 4:02

Side B
1. Possessed – 5:00
2. Shamed – 5:04